# Impromptu op. 51 (Chopin)
Impromptu Ges-dur op. 51 – trzecie impromptu na fortepian skomponowane przez Fryderyka Chopina.
Utwór powstał w 1842; dedykowany został Jeanne Batthyány-Esterházy.

## Budowa
Impromptu o lirycznym stylu utrzymane jest w metrum 12/8 i tempie Vivace. Swoim charakterem nawiązuje do nokturnu. Część środkowa, o cechach przetworzenia, charakteryzuje się zmianami tonacji, z kolei części skrajne oparte są na jednym materiale muzycznym (o cechach arabeski), który w repryzie zostaje poddanym niewielkim modyfikacjom. Czas trwania utworu wynosi ok. 5,5 minuty.